# Gösstake

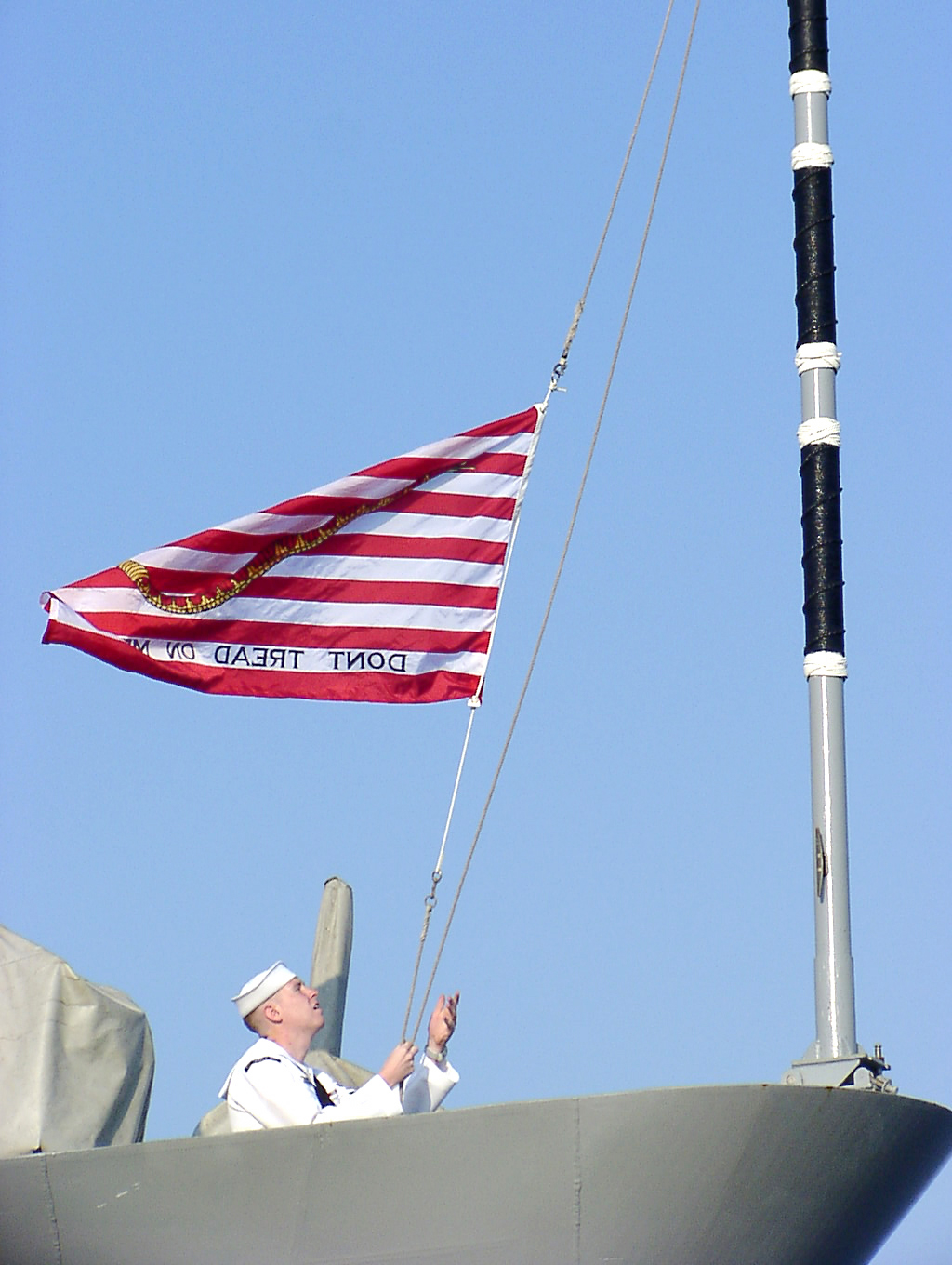
USA:s örlogsgös hissas på gösstake monterad i förstäven på ett örlogsfartyg.

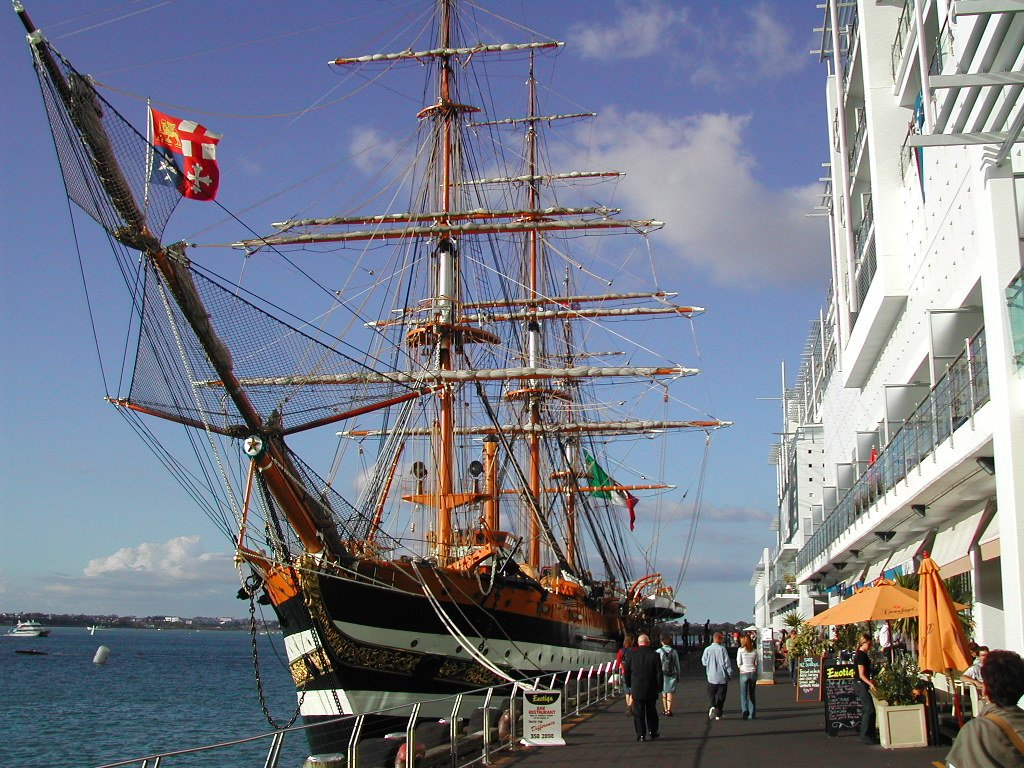
Gösstake på bogspröt. Det italienska skolskeppet Amerigo Vespucci för den italienska örlogsgösen.

Gösstake, flaggspel (flaggstång) i förstäven eller på bogsprötet på ett fartyg, avsedd för gös.